# Maria Olinda Beja

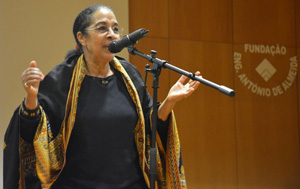
Olinda Beja

Maria Olinda Beja (geb. 8. Dezember 1946 oder 1948) ist eine Dichterin und Schriftstellerin aus São Tomé und Príncipe. Sie immigrierte nach Portugal, wo sie in Viseu lebt und später die portugiesische Staatsbürgerschaft annahm.

## Leben
Beja wurde 1946 oder 1948 in Guadalupe auf São Tomé geboren. Ihre Eltern sind der Portugiese José de Beja Martins und die São-Toméerin Maria da Trindade Filipe.
Bis zu ihrem zwölften Lebensjahr wuchs sie auf São Tomé auf, dann kam sie nach Beira Alta in Portugal. Sie erhielt einen Abschluss in Modernen Sprachen, Französisch und Portugiesisch, an der Universität Porto.
Später arbeitete sie als Lehrerin an einer weiterführenden Schule ab 1976. Sie unterrichtet Portugiesische Sprache und Kultur in der Schweiz und ist Kultur-Beraterin für den Botschafter von São Tomé und Príncipe.
Sie errang 2013 den Literaturpreis Francisco José Tenreiro mit ihrem Werk A Sombra do Ocá (Im Schatten von Oká).
2015 verfasste sie das Buch Um Grão de Café („Eine Kaffeebohne“) im Rahmen des Plano Nacional de Leitura (Nationaler Literaturplan von Portugal).

## Werke
- Bô Tendê? Gedichte 1992. 2nd ed. C.M Aveiro
- Leve, Leve (Leicht, Leicht) Gedichte 1993 2nd ed. C.M.Aveiro
- 15 Dias de Regress (15 Tage der Rückkehr) Roman 1994. 3rd ed. Pé-de-Pag.Editores
- No País do Tchiloli (Land von Tchiloli) Gedichte 1996. C.M.Aveiro
- A Pedra de Villa Nova (Der Stein von Vila Nova) Roman 1999. Palimage Editores
- Pingos de Chuva (Regentropfen) Kurzgeschichte 2000. Palimage Editores
- Quebra-Mar (Brandung) Gedichte 2001. Palimage Editores
- Água Crioula (Kreolische Wasser) Gedichte 2002. Pé–de-Página Editores
- A Ilha de Izunari (Die Insel Izunari) Kurzgeschichten 2003. S.T.P.–Instituto Camões
- Pé-de-Perfume Kurzgeschichte. Bolsa de Criação Liter. 2004 2ª Ed
- Aromas de Cajamanga (Düfte von Cajamanga) Gedichte. Editora Escrituras–S. Paulo, Brasilien 2009.
- O Cruzeiro do Sul (Das Kreuz des Südens)  Gedichte. Bilingual edition: Portugiesisch und Spanisch. EditEl Taller del Poeta, Pontevedra 2011.
- Um grão de café: (uma simples homenagem ao menino chinês do pote vazio) (Kafféebohne: eine einfache Hommage an den Chinesen mit dem leeren Topf.) 2013.
- À Sombra do Oká (Im Schatten von Oká) 2015. Edições Esgotadas
- Tomé Bombom Jugendbuch 2016. Edições Esgotadas
- Chá do Príncipe Kurzgeschichten 2017. Rosa de Porcelana Editora